# Massimiliano Casacci
Massimiliano Casacci, noto anche con lo pseudonimo di Max Casacci (Torino, 11 ottobre 1963), è un compositore, tecnico del suono e produttore discografico italiano, noto per essere chitarrista, produttore e fondatore dei Subsonica. È inoltre compositore e autore della maggior parte dei brani del gruppo e ingegnere del suono.
Ha prodotto anche album senza strumenti musicali, realizzati esclusivamente con suoni della natura e degli eco-sistemi o suoni e rumori dello spazio urbano. È stato direttore del Traffic - Torino Free Festival, oltre che direttore di Fotofonia.

## Biografia

### Infanzia
Figlio del regista e attore cinematografico Ferruccio Casacci. Inizia a suonare la chitarra per strada con gli amici del quartiere e a quindici anni prende lezioni di teoria musicale e chitarra jazz. All'età di 16 anni con alcuni amici fonda la prima band Zenobia, con repertorio progressive.

### Gioventù
A diciotto anni scopre Post-punk e New wave, e viene coinvolto dai Carmody (ex Teknospray) in un progetto di "new wave surrealista". Ben presto nello studio-cantina TKS, uno dei punti di ritrovo dell'underground torinese, apprende tecniche di registrazione, sequencer, batterie elettroniche e arrangiamento, diventando membro a tutti gli effetti del progetto. I Carmody verranno scoperti dalla tedesca Anna Logue records e stampati in cd, nel 2009.
A ventidue anni milita nei Deafear, gruppo torinese di punta della scena dark primi '80.
Diplomatosi in arti fotografiche, lavora come assistente presso lo studio cinematografico (artigianale) del padre Ferruccio Casacci in Piazza Vittorio a Torino ex-sede di Casasonica.
Messi da parte i soldi per un registratore otto piste, trasforma lo spazio doppiaggi in una piccola sala d'incisione, componendo musiche per documentari, danza contemporanea, teatro. Nel 1986 firma la colonna sonora del film di suo padre Il giardino degli inganni. Per l'occasione impara a suonare liuto e chitarra classica.
Incomincia a collaborare anche con gli Africa Unite, inizialmente come tecnico del suono, successivamente come produttore, chitarrista, autore e compositore. La band, con Max nell'organico avrà un decollo decisivo varcando i confini in tutta Europa, in Giamaica, Palestina e Iraq.
Tra le altre band prodotte nel periodo Fratelli di Soledad (tutti gli album), Mao e la Rivoluzione (il primo album "sale"), Mambassa (umore blu neon), Dottor Livingstone, Sushi etc. La Casasonica diventa uno dei punti di riferimento per i suoni della Torino anni novanta e per l'etichetta indipendente Mescal.

### La fondazione dei Subsonica
Nel gennaio '96 si interrompe bruscamente la collaborazione con gli Africa ad un passo dal contratto con la Polygram.
Deciso più che mai a intraprendere una carriera in sala di registrazione, si farà convincere da Samuel e dal suo amico di sempre Boosta nel trasformare quello che doveva essere un semplice esperimento di studio in una band vera e propria. Nascono così nel '96, i Subsonica nei quali Max è chitarrista, produttore artistico, compositore (spesso insieme a Boosta) e autore della maggior parte dei brani del gruppo.
Nel 1997 registra produce e mixa Subsonica, al quale fa seguito un tour di quasi 200 concerti e copertine sulle principali riviste specializzate Mucchio selvaggio e Rumore.
Sempre nel 1997 registra e produce con i Subsonica il remake di Per un'ora d'amore dei Matia Bazar inserita nell'album Registrazioni moderne di Antonella Ruggiero. Il brano diventerà singolo radiofonico e l'album venderà 200 000 copie.
1999 registra e produce Microchip emozionale dei Subsonica, la band parteciperà al festival di Sanremo 2000. Vincerà il PIM (premio italiano della musica) come miglior album e miglior band. Vincerà gli MTV Video Music Awards 2000 di Stoccolma come miglior gruppo italiano. i Subsonica diventano la band più famosa in Italia. L'album vende più di 100 000 copie diventando disco di platino.
Nel 2002 produce e registra Amorematico. L'album finisce primo in classifica e conquista il disco di platino per le oltre 100 000 copie vendute. Le date del tour sono sold-out nelle più grandi venue delle principali città. Fra gli altri premi i Subsonica vincono nuovamente gli Mtv Music Awards, questa volta a Barcellona come miglior gruppo italiano.
Nel 2004 inventa e dirige (fino al 2014) con il giornalista Alberto Campo e Fabrizio Gargarone, il Traffic Torino Free Festival, uno dei più importanti festival rock italiani.
Nel 2005 produce e registra Terrestre. L'album finisce primo in classifica, conquista il disco di platino per le oltre 100 000 copie vendute e le date del tour promozionale sono ancora sold-out nelle principali città.
Nel 2007 produce registra e mixa L'eclissi dei Subsonica. Il tour è sold-out nelle principali città italiane e per la prima volta europee (Privilege Ibiza, Forum di Londra, VK di Bruxelles, Sala Heineken di Madrid e Apolo di Barcellona).

### Ruolo nei Subsonica
Max Casacci rappresenta l'anima dei Subsonica, come ribadito più volte da Boosta. Oltre appunto ad essere chitarrista e seconda voce, egli è anche produttore, tecnico del suono, si occupa del missaggio, ed è il principale compositore delle musiche del gruppo (seguito da Boosta) oltre che principale paroliere (seguito da Samuel che, seppur fondamentale, è di gran lunga meno prolifico rispetto al compagno). Si deve a lui la musica di brani come Tutti i Miei Sbagli (con Samuel), Il Cielo su Torino, Aurora Sogna, Liberi Tutti, Istantanee (con qualche piccolo intervento di Boosta), Preso Blu, Sole Silenzioso, Dentro i Miei Vuoti (con Samuel), Abitudine (con Samuel), Le Serpi, Nei Nostri Luoghi e tante altre.
Inoltre Boosta ha affermato più volte che Max è anche il collante del gruppo.

### Collaborazioni artistiche
Casacci negli anni ha collaborato con Assalti Frontali (Mi sa che stanotte), Cristina Donà (Thriatlon remix) Gatto Ciliegia contro il Grande Freddo (Cuore) e Modena City Ramblers (Viva la vida), Discodrive e molti altri.
Nel 2005 lavora per l'etichetta Casasonica che ha prodotto tra gli altri LN Ripley, Petrol, Sikitikis
Nella primavera del 2009 cura e produce la colonna sonora del film Cosmonauta vincitore del premio "controcampo italiano" alla Mostra internazionale d'arte cinematografica di Venezia. Dallo stesso anno lavora anche nel proprio Andromeda Studio Torino, producendo artisti, band e sviluppando progetti elettronici, alcuni dei quali realizzati con suoni e rumori degli ambienti urbani e della natura.
Come autore e compositore, tra il 2010 e il 2011, produce per Mina il brano "Solo se sai rispondere", che diventerà un singolo estratto dall'album Caramella, e per Musica Nuda il brano "Rimando", che diventerà primo singolo estratto dall'album Complici.
Dal 2011 è membro del collettivo musicale Deproducers insieme a Gianni Maroccolo, Riccardo Sinigallia e Vittorio Cosma, con cui ha pubblicato gli album Planetario, Botanica e DNA.
Nel gennaio 2012 Eugenio Finardi gli affida la produzione dell'inedito "Nuovo Umanesimo", battezzato come "Versione Casacci", che sarà inclusa nel triplo album Sessanta (album).
Nel 2013, produce Musica X dei Perturbazione.
Nel 2014, ancora con Finardi, produce Fibrillante, che segna il ritorno dello storico cantautore milanese ad un album di inediti dopo 15 anni e, con i Deproducers, partecipa alla colonna sonora di Italy in a Day - Un giorno da italiani di Gabriele Salvatores.
Nel 2015 compone l'intera colonna sonora del film Uno per tutti di Mimmo Calopresti, che vincerà il premio Federico II al festival La Primavera del cinema italiano.
Nello stesso anno viene invitato come relatore ad un TEDx sul tema "strade rivoluzionarie".
Nel 2016, insieme a Daniele Mana, pubblica per Bad Panda records Glasstress, album elettronico basato sui rumori di lavorazione del vetro in una fornace di Murano e presentato alla Biennale di Venezia, nell'ambito della mostra omonima. L'album vincerà il premio Toast, come miglior album strumentale dell'anno. Nello stesso anno, sempre con Mana e il compositore saxofonista Emanuele Cisi, crea il progetto MCDM, che basa il proprio ritmo sul campionamento dei suoni della città di Torino: strada, fabbriche, stadio, mezzi di trasporto,bar storici, rotative del quotidiano La Stampa, campane, fontane, mercati... Arrivando a coinvolgere jazzisti come Enrico Rava, Furio Di Castri, Gianluca Petrella, Flavio Boltro e cura anche il mixaggio dell'Ep Persona di Lorenzo Senni.
Nel 2017 insieme a Ninja, batterista dei Subsonica, pubblica Inner Vox primo album del progetto "Demonology HiFi".
Nel 2019 su richiesta di Michelangelo Pistoletto, Max compone "Watermemories" brano realizzato esclusivamente con suoni e rumori dell'acqua di Biella. Il brano è attualmente esposto all'interno di "Città dell'arte" di Biella come opera sonora. Nella stessa installazione è presente anche "Ta'Cenc" una traccia sonora realizzata insieme ad "HatiSuara" esclusivamente con il suono di pietre che si trovano sull'omonima scogliera nell'isola di Gozo.
Nel dicembre del 2020 pubblica il suo primo album solista intitolato Earthphonia, utilizzando esclusivamente ambienti sonori della natura e dei suoi ecosistemi, con in allegato il libro omonimo, scritto a 4 mani con il geologo ambientalista Mario Tozzi, pubblicato per Slow Food editore, al quale hanno collaborato anche Stefano Mancuso, Michelangelo Pistoletto, Carlo Petrini e Maria Sole Bianco
Nel 2021 grazie all'album Casacci ha ricevuto il premio "Lorenzo il Magnifico" alla Florence Biennale e viene esposto alla Biennale di Gwangju.
Nel dicembre 2021 firma la colonna sonora di The Girl in the Fountain docu-film sulla vita di Anita Ekberg, interpretato da Monica Bellucci, per la regia di Antongiulio Panizzi. Il brano dei titoli di coda, "Anita" viene realizzato esclusivamente con i suoni vocali di Monica Bellucci.
Nel dicembre 2022 esce Urban Groovescapes realizzato esclusivamente con suoni e rumori dello spazio urbano.
Nelle piattaforme streaming, l'album si presenta come un contenitore aperto arricchendosi progressivamente di ulteriori tracce realizzate con suoni e rumori della città, senza strumenti musicali.
Il regista premio oscar Paolo Sorrentino, si è appassionato alle musiche di Earthphonia e ha voluto una composizione inedita di Max Casacci per la sua installazione “la dolce attesa” al del Salone del Mobile 2025.
Nel 2025 Max Casacci è stato protagonista di una residenza artistica a Dakar, realizzata in collaborazione con il Centro Culturale Italiano della capitale senegalese. Il progetto ha coinvolto artisti e collettivi locali e ha avuto come obiettivo la raccolta e trasformazione dei suoni urbani della città in materiale musicale. Questa iniziativa si inserisce all’interno del ciclo di lavori denominato Urban Groovescapes, evoluzione del progetto Earthphonia, che esplora il potenziale musicale dei paesaggi sonori urbani, naturali o produttivi. La residenza a Dakar ha dato avvio a un format replicabile a livello internazionale, con nuove tappe già in fase di sviluppo in altri contesti africani.

## Vita privata
Il 25 luglio 2009 si è sposato con la fidanzata di lunga data Serena Schiva, con rito religioso celebrato da Don Ciotti.

## Discografia

### Solista
- 2020 - Earthphonia
- 2022 - Urban Groovescapes

### Con i Subsonica
- 1997 - Subsonica
- 1999 - Microchip emozionale
- 2002 - Amorematico
- 2005 - Terrestre
- 2007 - L'eclissi
- 2011 - Eden
- 2014 - Una nave in una foresta
- 2018 - 8
- 2019 - Microchip temporale
- 2020 - Mentale strumentale
- 2024 - Realtà aumentata

### Con i Deproducers
- 2012 - Planetario
- 2017 - Botanica
- 2019 - DNA